# Arcopilus
Arcopilus X.Wei Wang, Samson & Crous – rodzaj grzybów z typu workowców (Ascomycota).

## Charakterystyka
Rodzaj Arcopilus utworzyli w 2016 r. X.Wei Wang, Robert Archibald Samson i Pedro Willem Crous. Włączono do niego gatunki, które wcześniej zaliczane były do rodzaju Chaetomium. Do Chaetomium należało kilkaset gatunków, ale okazał się on taksonem mocno polifiletycznym. Podczas badań filogenetycznych dokonano rewizji jego taksonomii, dużą ilość gatunków przeniesiono do innych taksonów i utworzono wiele nowych rodzajów.
Gatunki należące do rodzaju Arcopilus wytwarzają na owocnikach łukowate włoski. Askospory są różnorodne, mniej więcej nierównoboczne z jednym lub dwoma wierzchołkowymi porami rostkowymi. Kolonie zwykle mają kolor od żółtawego do jasnopomarańczowego lub czerwonego z rdzawymi wysiękami. Gatunki Arcopilus są wykorzystywane do zwalczania fitopatogenów i przetwarzane na bioformulaty i produkty komercyjne. Wiele badań wykazało, że bioaktywne metabolity z gatunków Arcopilus mają właściwości przeciwbakteryjne, przeciwnowotworowe i przeciwwirusowe.

## Systematyka i nazewnictwo
Pozycja w klasyfikacji według Index Fungorum: Chaetomiaceae, Sordariales, Sordariomycetidae, Sordariomycetes, Pezizomycotina, Ascomycota, Fungi.
W 2024 r. według Index Fungorum do rodzaju Arcopilus należy 15 gatunków. Gatunki występujące w Polsce:
- Arcopilus aureus (Chivers) X.Wei Wang & Samson 2016
- Arcopilus fusiformis (Chivers) X.Wei Wang & Samson 2016

Nazwy naukowe na podstawie Index Fungorum. Wykaz gatunków polskich według Mułenko i in. (zaliczone do rodzaju Chaetomium)